# Hickory Hills (Illinois)

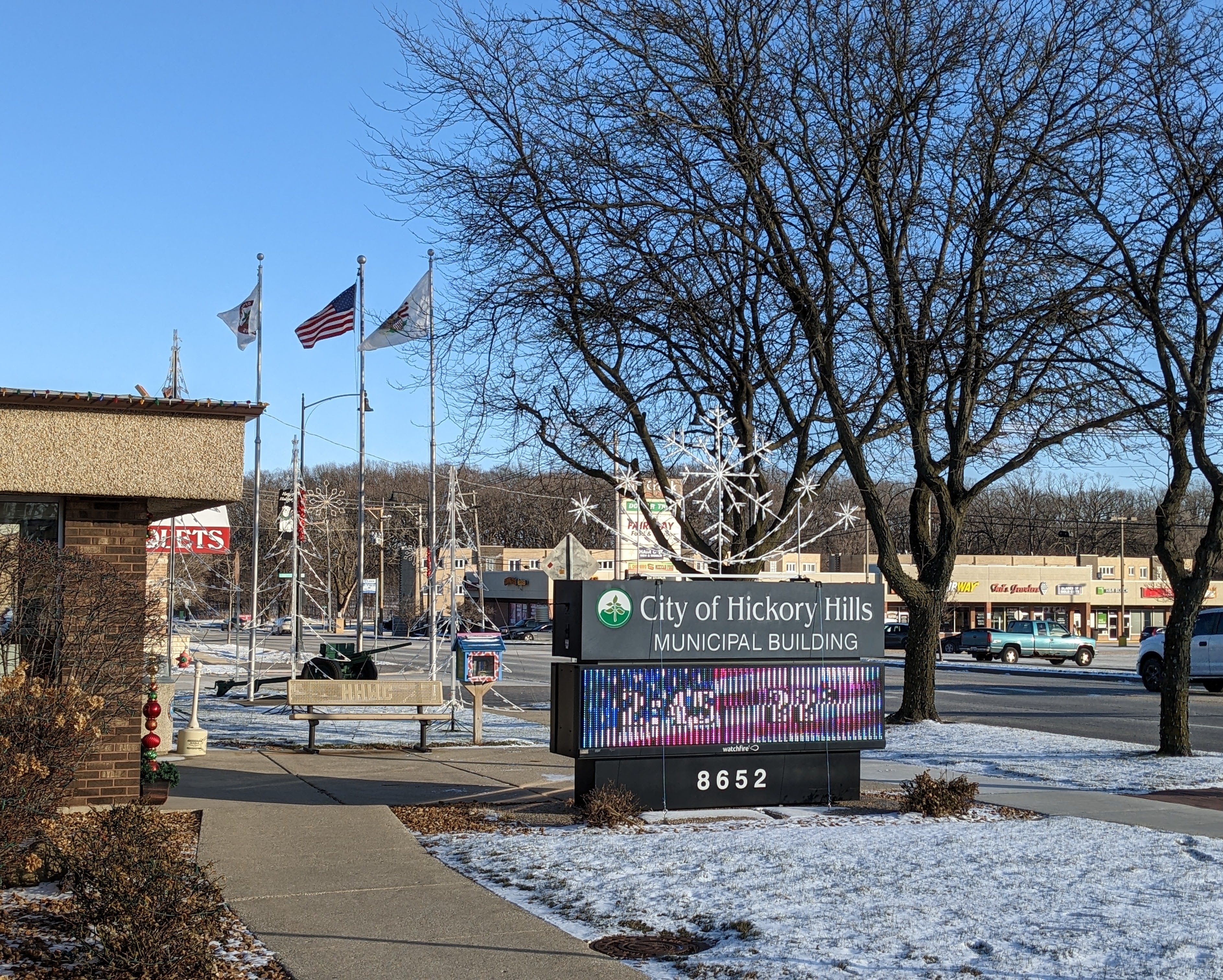

Hickory Hills é uma cidade localizada no estado americano de Illinois, no Condado de Cook.

## Demografia
Segundo o censo americano de 2000, a sua população era de 13.926 habitantes.
Em 2006, foi estimada uma população de 13.443, um decréscimo de 483 (-3.5%).

## Geografia
De acordo com o United States Census Bureau tem uma área de 7,3 km², dos quais 7,3 km² cobertos por terra e 0,0 km² cobertos por água.

## Localidades na vizinhança
O diagrama seguinte representa as localidades num raio de 8 km ao redor de Hickory Hills.